# Halina Żurowska
Halina Żurowska vel Helena Żurowska herbu Leliwa (ur. 24 czerwca 1905 w Olszanicy, zm. 21 września 1949 w Warszawie) – polska inżynier rolnictwa, kurierka i łączniczka AK i WiN-u, uczestniczka powstania warszawskiego, porucznik.

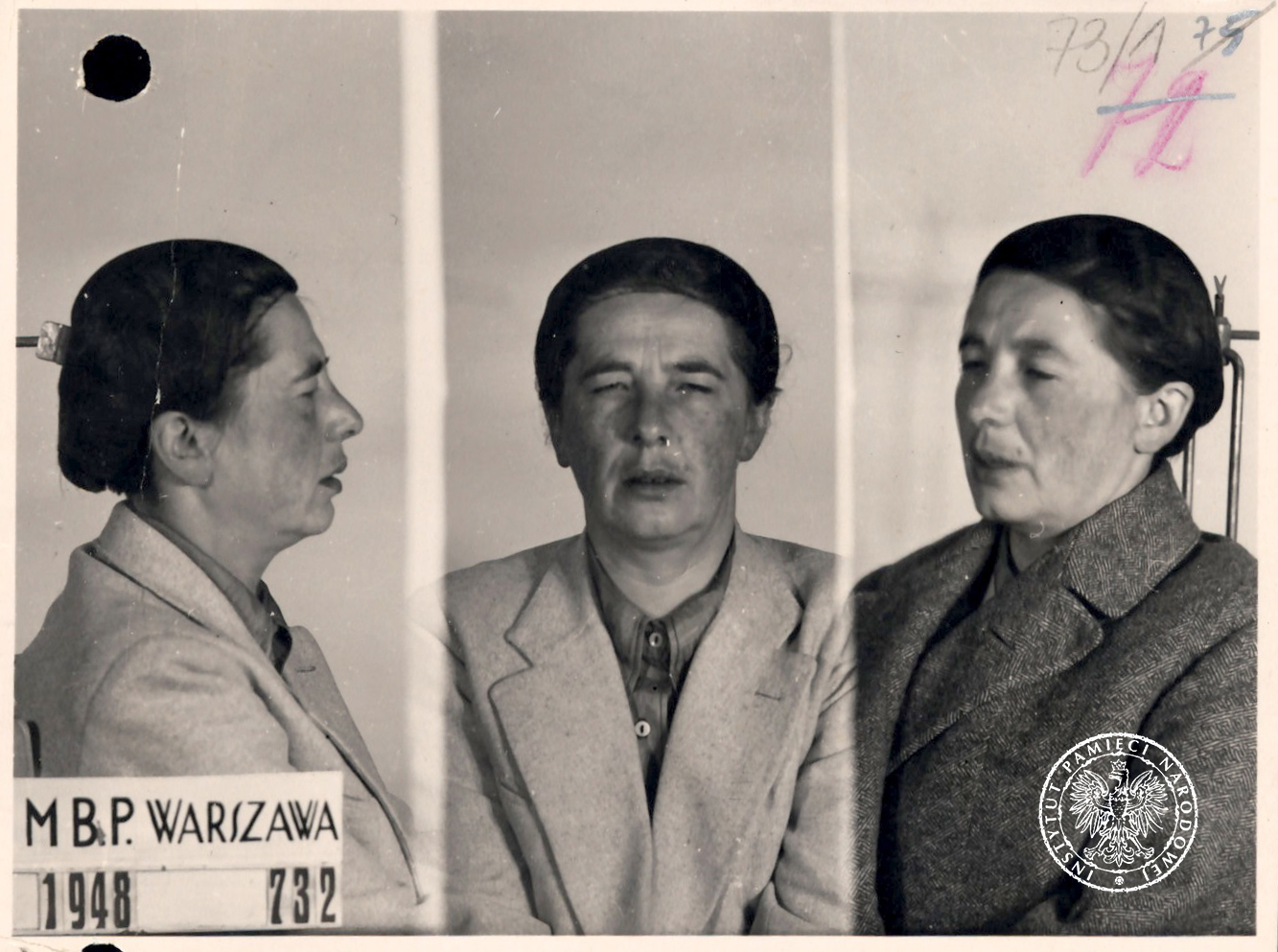
Zdjęcie sygnalityczne Heleny Żurowskiej, wykonane w MBP po aresztowaniu

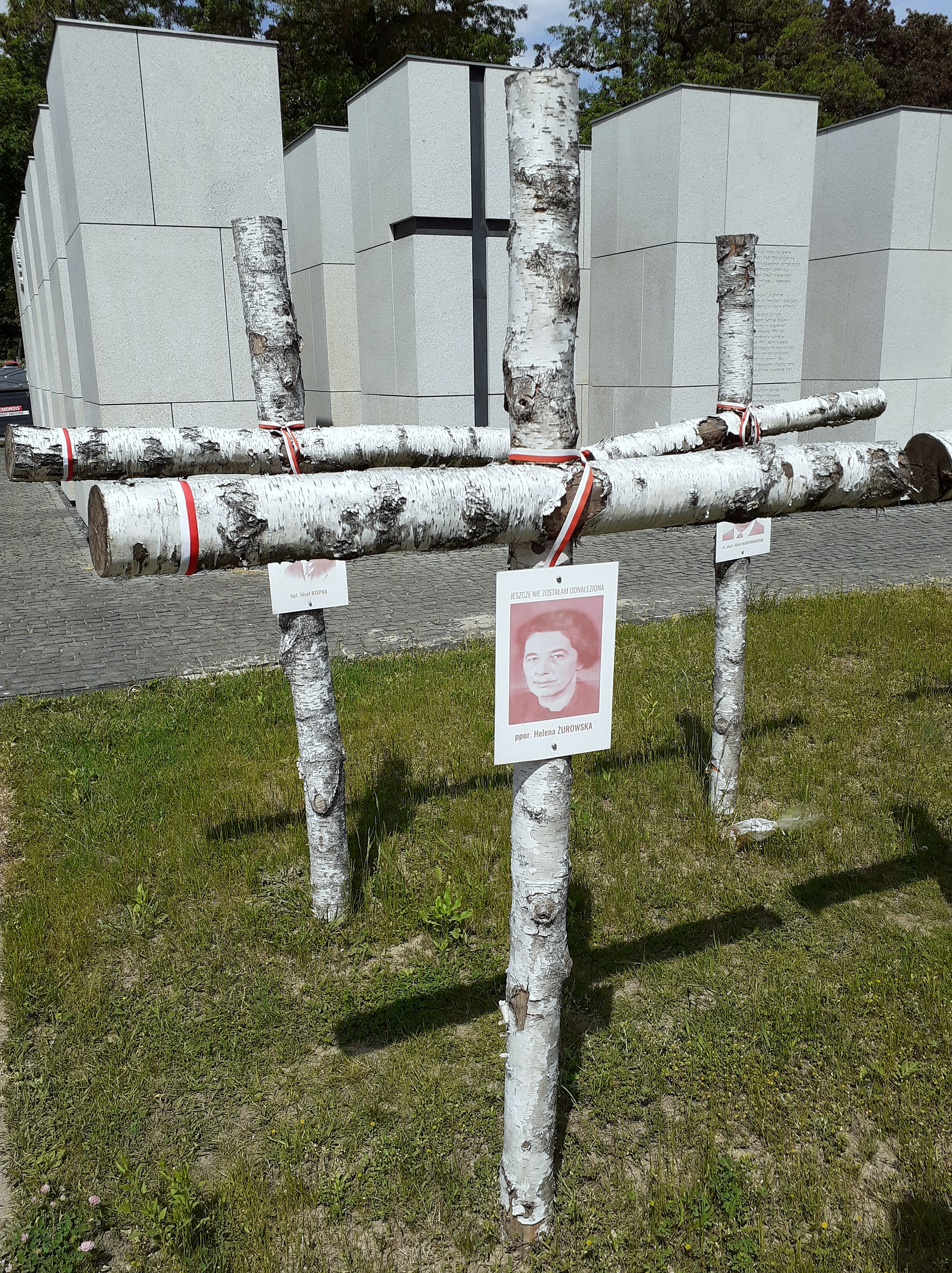
Symboliczny krzyż w kwaterze na Łączce

## Życiorys
Urodziła się 24 czerwca 1905 w Olszanicy. Była wnuczką Teofila Żurowskiego oraz córką Wiktora Żurowskiego i Władysławy z domu Gniewosz, zamieszkałych w okolicy Dobromila. Była kuzynką polskich historyków średniowiecza, braci Kazimierza i Tadeusza Żurowskich, pochodzących z Zagórza.
Ukończyła studia na Wydziale Rolnictwa Politechniki Lwowskiej, uzyskując tytuł inżyniera rolnictwa. Zamieszkiwała w rodzinnej posiadłości w Boniowicach i zajmowała się rolnictwem. W 1937 w jej gospodarstwie założona została jedna z dwóch na obszarze rejonu Lwowskiej Izby rolniczej subplantacja oryginalnego wczesnego owsa odmiany „Oberek”.
W czasie II wojny światowej była kurierem do specjalnych zleceń Komendy Głównej Armii Krajowej. Używała kilku pseudonimów oraz fałszywej tożsamości Anna Jaroszewicz.

### Udział w powstaniu warszawskim
Od 2 do 29 sierpnia 1944 roku pełniła służbę łączniczki do specjalnych zleceń w odwodowym batalionie „Iwo” (mjr Jan Zakrzewski), stacjonującym w rejonie ulicy Kruczej i Marszałkowskiej w Śródmieściu. Następnie tę samą funkcję pełniła w Zgrupowaniu „Radosław” (płk Mazurkiewicz), biorąc udział w walkach na Czerniakowie. Utrzymywała łączność z Komendą Główną AK i Dowództwem Powstania, przenosząc osobiście ustne meldunki od płk. „Radosława” do gen. „Montera”, przeprowadzała rozpoznania kanałami pomiędzy Czerniakowem i Śródmieściem. W czasie jednego z takich przejść – 17 września 1944 roku doznała przestrzału prawej ręki ze zmiażdżeniem kości i znalazła się w szpitalu powstańczym. 20 września 1944 roku została mianowana porucznikiem i odznaczona po raz drugi Krzyżem Walecznych. Po klęsce powstania przebywała w obozie jenieckim do 11 kwietnia 1945 roku pod numerem 47073.

### Działalność w WiN
W październiku 1945 roku wróciła do kraju. W latach 1945–1947 była kurierką Zrzeszenia Wolność i Niezawisłość pomiędzy krajem a kierownictwem zagranicznym. Wielokrotnie przewoziła tajne dokumenty WiN-u z Polski na Zachód i odwrotnie.

### Aresztowanie, proces i śmierć
29 września 1948 roku została aresztowana przez UB w Gdańsku. 6 września 1949 roku została skazana na karę śmierci. Wobec nieskorzystania z prawa łaski przez prezydenta Bolesława Bieruta, w dniu 21 września 1949 została rozstrzelana w więzieniu mokotowskim. Komunistyczne władze odmówiły wydania ciała rodzinie. Miejsca pochówku pozostaje nieznane.
Do końca życia pozostawała w stanie panieńskim. Była jedną z nielicznych kobiet polskiego podziemia niepodległościowego skazanych na śmierć. Prawdopodobną przyczyną jej skazania na najwyższą karę był fakt zdemaskowania przez nią V Zarządu WiN-u jako agentury Ministerstwa Bezpieczeństwa Publicznego. Świadczył o tym list znaleziony u niej w czasie rewizji.

## Ordery i odznaczenia
- Krzyż Walecznych – dwukrotnie (1944)